# Gra (powieść)
Gra (tyt. oryg. The Vor Game) – powieść fantastycznonaukowa amerykańskiej pisarki Lois McMaster Bujold, szósta w Sadze Vorkosiganów. Powieść otrzymała nagrodę Hugo w 1991 r.

## Fabuła
Powieść opisuje losy Milesa Vorkosigana. Miles po skończeniu Akademii zostaje wysłany ku własnemu zdziwieniu na stanowisko meteorologa w bazie Lazkowski na wyspie Kiryła koło kręgu polarnego. Jego pierwsza samodzielna wyprawa poza bazę cudem nie kończy się jego śmiercią, a to dopiero początek...
Pierwsze sześć rozdziałów tej powieści było początkowo opublikowane w odrobinę innej formie jako opowiadanie "The Weatherman" w magazynie Analog.